# Вавилонський полон

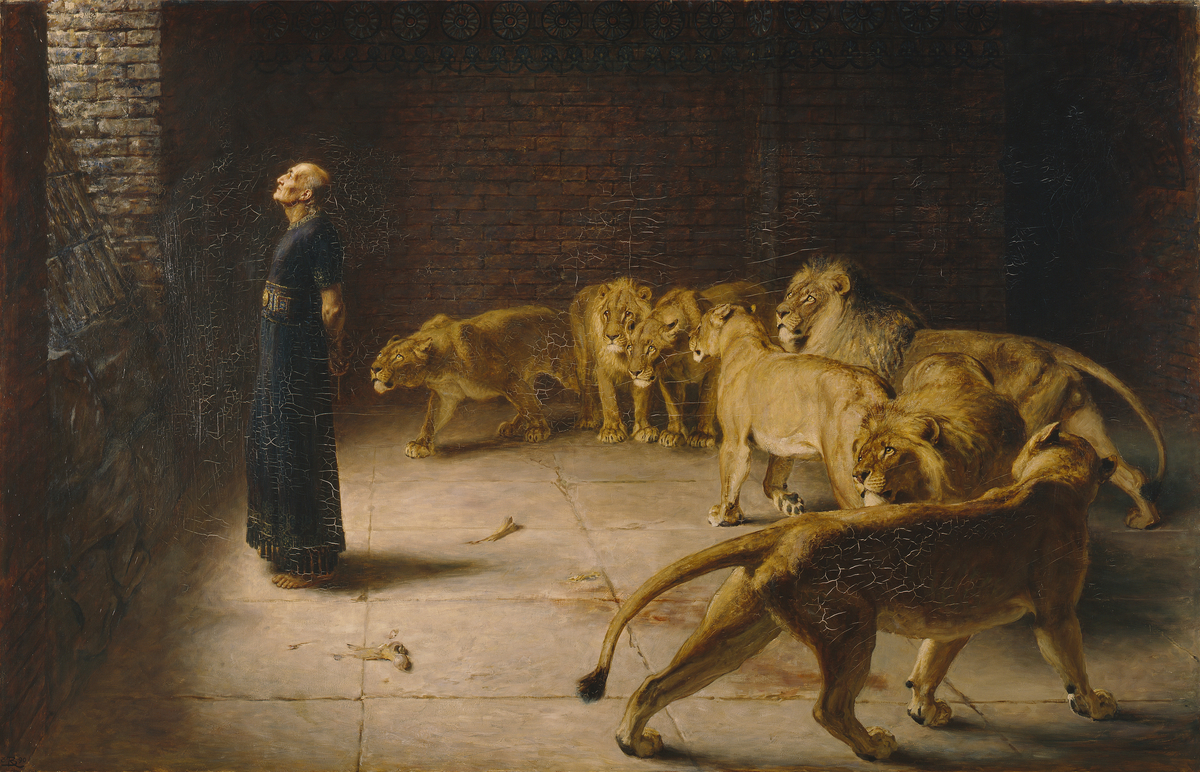
Відповідь Даниїла цареві. Картина Брітона Рів'єра. Міський музей м. Манчестер

Вавилонський полон (івр. גָּלוּת בָּבֶל, галут Бавел) — позначення періоду історії єврейського народу. Почався в 597 р. до н. е. із завоюванням Єрусалима вавилонським царем Навуходоносором II і тривав по 539 р. до н. е. до захоплення Вавилона перським царем Кіром Великим. Період відзначався серією насильницьких переселень до Вавилона великої частини єврейського населення Юдейського царства за Навуходоносора II.
Переселення тривали 16 років з 598—582 рр. до н. е. і були каральними заходами за юдейські повстання супроти Вавилона. Цей період завершився поверненням частини євреїв у Юдею після завоювання Вавилонії перським царем Кіром Великим.
Вавилонський полон залишив велику єврейську діаспору та став визначний пунктом для розвитку єврейської релігійно-національної свідомості.

## Правління Седекії, зруйнування Юдейського царства та Єрусалима
Останній цар Юдейського царства Седекія посів був трон у свій 21 рік та залишався царем Юдеї близько 11 років. Навуходоносор II був примусив Седекію присягти йому на вірність (2 Хр. 36:13), та він на своєму 9-му році правління зламав клятву, що призвело до знищення Юдейського царства. Із Книги пророка Єзекіїля також видно, що Седекія намагався сполучитися з Єгиптом проти Вавилона (Єз. 17:15). Проте ці дії не мали успіху, а Навуходоносор II знову з'явився біля Єрусалима. Єрусалиму не допоміг і той перестан, який, очевидно, зробили бої вавилонян з військами Єгипту, які прийшли були допомогти (Єр. 37:5). Седекія виступив проти пророка Єремії, що просив був не противитися вавилонянам, і вкинув його до в'язниці. Після більш як річної його облоги, Седекія з військом був спробував утекти з міста, та його схопили в єрихонській долині. 23 липня 587 року Єрусалим узяли війська вавилонян. Навуходоносор повелів убити синів Седекії перед його очима, самому ж Седекії виколов очі, закував у кайдани й відвів до Вавилона. 20 серпня 587 року до Єрусалима був прийшов Невузардан, начальник охорони, слуга вавилонського царя, та й спалив Господній храм і царський палац, усі будинки в Єрусалимі. Халдейське військо, що було під начальником охорони, зруйнувало мури навкруги Єрусалима. За цього також було зруйновано й храм Ягве (Перший Храм). Людей, що зостались були в місті, утікачів, що перейшли були до вавилонського царя, і решту простих людей Невузардан вивів до Вавилона. Решта народу втекла до Єгипту (2 Цар. 25:26).

## Біблійне розуміння причин Полону
За Біблією Бог прогнівився на народ ізраїльський і наслав на них покарання за те, що вони забули були про служіння Йому і почали були слугувати богам язичницьким:
«Бо здавна Я сокрушив ярмо твоє, розірвав кайдани твої, і ти говорив: „не буду служити ідолам“, а між тим на усякому високому пагорбі і під усяким гіллястим деревом ти блудодіяв» (Єр. 2:20)
Тоді Бог почав посилати пророків і намагався навернути до Себе народ:
«Якщо хочеш навернутися, Ізраїлю, — говорить Господь, — до Мене навернися; і якщо видалиш мерзоти твої від лиця Мого, то не будеш блукати» (Єр. 4:1)
Урешті терпіння Бога скінчилось і він прирік народ Ізраїля на страждання, хоч як за нього не стояв був пророк Єремія. Він описує остаточне рішення такими словами:
«І сказав мені Господь: хоч би стали перед лице Моє Мойсей і Самуїл, душа Моя не прихилиться до народу цього; віджени їх від лиця Мого, нехай вони відійдуть» (Єр. 15:1)

## У полоні
Вавилоняни вивели з краю дуже багато полонених, що було сливе десятою частиною від загального населення країни. Серед бранців був і цар Юдеї Седекія (Цідкійаху), який намагавсь утекти. Юдейську державність було знищено, і для євреїв розпочався великий полон, який тривав майже 70 років. У Нововавилонському царстві єврейські переселенці утворювали родові громади, які не забували за свою батьківщину, надалі мали зв'язок із нею.
У 556 році до н. е. через змову вавилонським царем став арамейський сановник Набонід. За його правління була спроба послабити вплив цивільно-храмових громад Вавилонії й зробити саме арамеїв головною опорою держави. Задля цього найвищим державним богом провадили харанського Сіна, особливо шанованого в арамеїв. Важливим релігійним ритуалом нового року, коли мусив бути сам цар, нехтували, бо ж цар довго перебував поза Вавилоном, в аравійському місті Темі (за відсутності царя державою керував його старший син, царевич Бел-шар-уцуру), культові зображення богів перевозили з їхніх святилищ до Вавилона, жерців вавилонських храмів замінювали новими, лояльними Набонідові. Така політика зустріла загальну ворожість, і коли на Вавилонію напав був перський цар Кір II, вавилоняни вітали його як визволителя. Вавилонське царство підкорилося персам й увійшло до держави Ахеменідів, зберігши свою автономію.

## Кір Великий
Перський цар Кір 539 р. до Р. X. взяв Вавилон. Йому відчинили браму жерці бога Мардука. Уярмлені халдеями народи вітали Кіра як визволителя. Зрозуміло, що юдеї бачили в ньому Месію, обранця Ягве. І їх надії збулися. Не минуло й року, як Кір дозволив євреям повернутися в Єрусалим. Так закінчився вавилонський полон.
Кір II надавав заступництво народам, які жили у Вавилонському царстві, прагнучи отримати їхню підтримку. Зокрема, у перший рік свого царювання він видав едикт, що дозволяв депортованим у Вавилонію євреям повернутися на батьківщину. За Книгою Езри, після едикту Кіра в Юдею вирушило 42360 євреїв. Завдяки цьому можна було відновити Єрусалимський храм (Другий Храм), що було завершено в 516 р. до н. е. Багато євреїв воліли залишитися в Межиріччі.

## Стан в полоні
Перебування полонених євреїв у Дворіччі не можна вважати рабством у звичному розумінні цього слова. Юдейських вигнанців утримували спочатку в таборах і змушували працювати на будівництві різних об'єктів, на зрошувальних каналах, у царських володіннях, а після смерті Навуходоносора їм повернули й особисту свободу. Поблизу столиці юдеї будували для себе осади і жили там із городництва та садівництва. Чимало вигнанців почали займатися торгівлею й наживати неабиякі статки. Деякі євреї стали навіть фінансовими магнатами й рабовласниками. Були й такі, що займали визначні посади в державній адміністрації та при царському дворі. Підтвердження цього дала археологія. Американський археолог Дж. Петерс під час розкопок міста Ніппур виявив частину архіву «Торгового дому Мурашу». Сто п'ятдесят документів на глиняних табличках, вкритих клинописом, засвідчують активну діяльність і міжнародні зв'язки цієї юдейської родини. Там є контракти на оренду землі, каналів, садів, угоди про купівлю та продаж, позику, розписки про одержання грошової застави за ув'язнених боржників тощо. Фірма брала за своє посередництво високу винагороду — двадцять відсотків. Серед підписів на тих документах чимало юдейських прізвищ, а це свідчить, що багато виселенців жило заможно.
У 1933 році у ще одному архіві, у місті, археологами знайдено таблички з записами управителя палацу про видачу продовольства для різних поважних осіб, які були на утриманні царя. Серед них згадується і колишній юдейський цар Ієхонія, п'ятеро його синів і ще вісім юдеїв — його наближені. Ці люди мали свої будинки чи окремі покої в палаці.
Юдеї берегли старі звичаї та релігійні свята. Не маючи храму, вони збиралися для спільної молитви в окремих домах. Мали вони своїх жерців і пророків. Більшість із полонених тужила за рідною землею і вірила, що їм пощастить повернутися на батьківщину. Після смерті Навуходоносора у Вавилоні правив Набонід (555—539 рр. до  Р. X.), який цікавився лише релігією та археологією, а згодом і зовсім відійшов від державних справ, вручивши кермо влади своєму синові Валтасару.